# Beaumont Island
Die Beaumont Island ist eine flache Felseninsel vor der Fallières-Küste des Grahamlands im Norden der Antarktischen Halbinsel. In der Neny Bay liegt sie 700 m entfernt von der Einmündung des Centurion-Gletschers.
Die erste Sichtung geht vermutlich auf Teilnehmer der British Graham Land Expedition (1934–1937) unter der Leitung des australischen Polarforschers John Rymill im Jahr 1936 zurück. Wissenschaftler der United States Antarctic Service Expedition (1939–1941) nahmen eine grobe Vermessung vor. Diese wurde 1946 vom Falkland Islands Dependencies Survey verfeinert, der sie nach der Port of Beaumont benannte. Dieses Schiff der US-amerikanischen Ronne Antarctic Research Expedition (1947–1948) überwinterte 1947 in der nahegelegenen Back Bay. In Argentinien sind diese Insel und die Islote Ayala seit 1991 unter dem Namen Islotes Beaumont als Inselgruppe zusammengefasst.